# 할미질빵
할미질빵(Clematis trichotoma)은 한국 각처의 산기슭 덤불 속에 나는 낙엽덩굴나무이다. 길이 5m 내외이다. 잎은 어긋나며 3-5장의 작은잎이 모여 된 깃꼴겹잎. 작은잎은 난형, 길이 6-8cm이다. 2-3개의 결각 모양의 톱니가 있고, 표면은 거의 털이 없다. 꽃은 잎겨드랑이에 1-3송이씩 달리는 취산꽃차례로 흰색이다. 꽃받침은 피침형, 겉에 연한 갈색 털이 난다. 열매는 수과로 15-16개가 모여 달리며, 연한 황색의 깃털 모양의 암술대가 있다. 어린잎은 식용한다.